# Kecamatan Pusakanagara
Kecamatan Pusakanagara är ett distrikt i Indonesien.   Det ligger i provinsen Jawa Barat, i den västra delen av landet, 120 km öster om huvudstaden Jakarta.